# Ifi Ude
Ifi Ude (Enugu, 15 febbraio 1986) è una cantante nigeriana e polacca.

## Biografia
Nata in Nigeria da padre igbo e madre polacca, Ifi Ude si è trasferita ad Opole all'età di tre anni, dove ha vissuto a casa della nonna. Si è trasferita a Varsavia nel 2005 per studiare Beni culturali all'università.
Nella primavera del 2012 ha preso parte al talent show canoro di Polsat Must Be the Music. Tylko muzyka, arrivando in semifinale. Il suo album di debutto eponimo è stato pubblicato l'anno successivo. Nel 2014 è stata nominata nella categoria Debutto dell'anno ai premi Fryderyk.
Nel 2018 ha partecipato a Krajowe Eliminacje, il programma per la selezione del rappresentante polacco per l'Eurovision Song Contest, classificandosi al 4º posto su 10 partecipanti con il brano Love Is Stronger.

## Discografia

### Album
- 2013 - Ifi Ude

### Singoli
- 2012 - My Baby Gone
- 2012 - ArtTika
- 2018 - Love Is Stronger
- 2018 - Wielkomiejski smutek (feat. Ra-U)
- 2018 - Weapon of Love